# NBA Street
NBA Street es una serie de videojuegos de baloncesto callejero (streetball) que incluye a las grandes estrellas de la NBA actual, así como antiguas leyendas. Fue creado por EA Sports BIG, un subsidiario de Electronic Arts.
El primer título de esta franquicia fue lanzado en 2001. La última entrega es de 2007.

## Títulos
| Juego                | Lanzamiento | Plataforma                    | Ref.               |
| -------------------- | ----------- | ----------------------------- | ------------------ |
| NBA Street           | 2001        | PlayStation 2, GameCube       | [ 3 ] [ 4 ]        |
| NBA Street Vol. 2    | 2003        | PlayStation 2, GameCube, Xbox | [ 5 ] [ 6 ] [ 7 ]  |
| NBA Street V3        | 2005        | PlayStation 2, GameCube, Xbox | [ 8 ] [ 9 ] [ 10 ] |
| NBA Street Showdown  | 2005        | PlayStation Portable          | [ 11 ]             |
| NBA Street Homecourt | 2007        | PlayStation 3, Xbox 360       | [ 12 ] [ 13 ]      |